# Fatima Ahmed
Fatima Ahmed (Phnom Penh, 6 luglio 1949) è una scrittrice somala naturalizzata italiana.

## Biografia
Fatima Ahmed nacque in Cambogia, nella capitale Phnom Penh, nel 1949. Suo padre era un marinaio somalo e la madre indo-vietnamita. A causa della guerra civile che insanguinava la Cambogia la famiglia di Fatima Ahmed cercò riparo in Somalia. Qui Ahmed fece svariati lavori, tra cui molti alla radio come speaker di Radio Mogadiscio. In Somalia restò solo tre anni: già nel 1973 scelse l'Italia come nuovo paese, in cerca di stabilità politica e di pace. In Italia si è occupata prevalentemente di mediazione culturale e interpretariato dal vietnamita. Ha tre figli, avuti dal suo marito italiano e dal 1989 vive presso il Lago Maggiore.

## Attività
Scrittrice e mediatrice culturale, partecipa attivamente ad incontri, seminari, conferenze e attività culturali riguardanti l'identità meticcia e la letteratura post-coloniale.
Ha collaborato con l'associazione EKS&TRA che si occupa di letteratura e migrazione.
Ha pubblicato i racconti Il Ritorno, Shanti (per cui ha ricevuto la Medaglia della Presidenza della Repubblica italiana), Il passaporto e Gocce di ricordi, vincitori di premi letterari. 
Aukuí è il suo primo romanzo.

## Opere
- Aukuí, San Giovanni in Persiceto 2008, Edizioni Eks&Tra 2008, Collana Erranti.